# Nicolas König

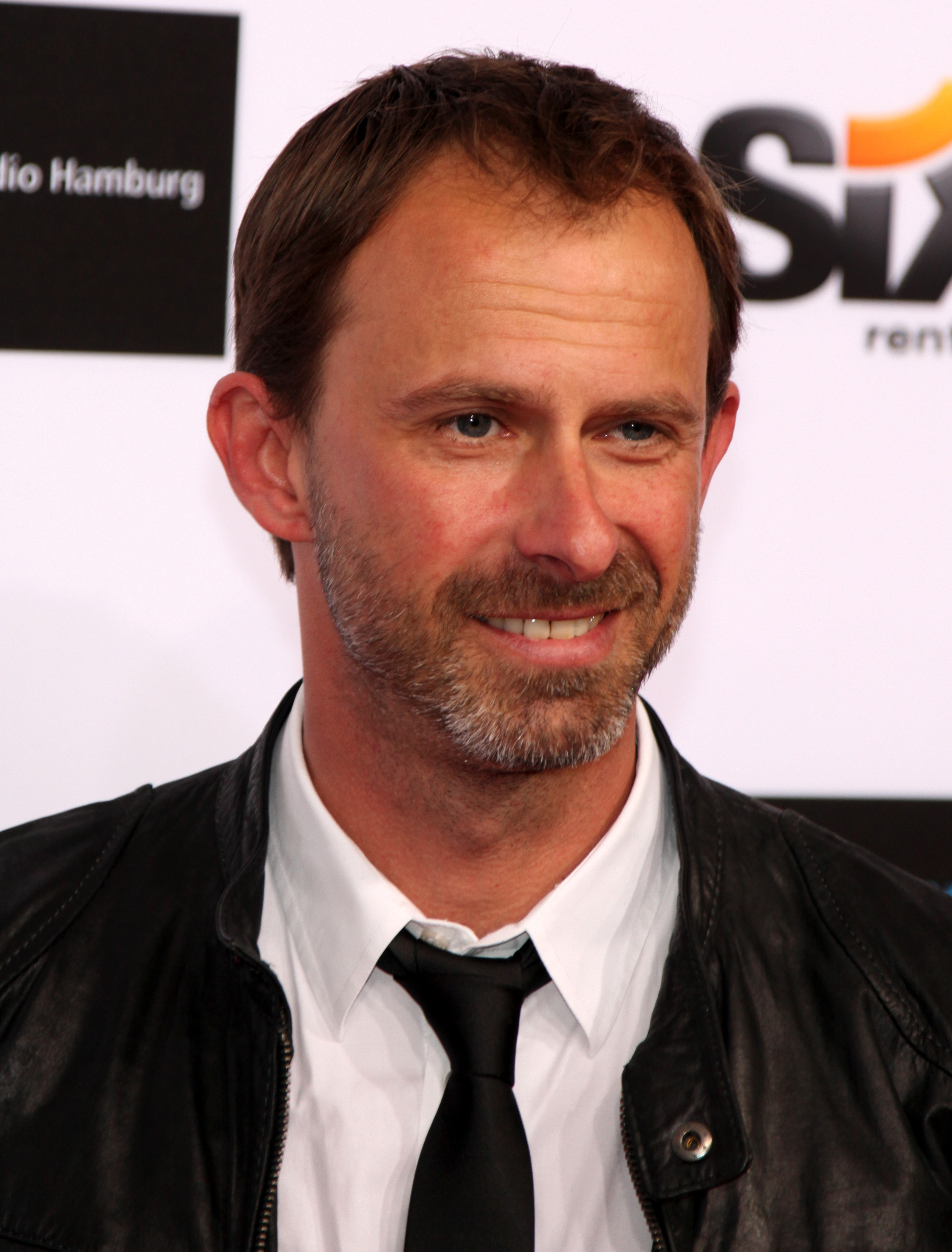
Nicolas König auf dem roten Teppich zum Studio Hamburg Nachwuchspreis 2012

Nicolas König (* 23. November 1968 in Hamburg) ist ein deutscher Schauspieler, Hörspiel- und Synchronsprecher.

## Leben
Nicolas König ist Sohn des deutschen Schauspielers Henry König. Nach dem Ende seiner Ausbildung war er in Hamburg am Thalia Theater, am St. Pauli Theater, an der Kleinen Komödie und am Packhaustheater Bremen engagiert.
Seine Fernsehkarriere begann mit kleineren Rollen in Serien wie Die Schwarzwaldklinik, Der Landarzt, Großstadtrevier und Adelheid und ihre Mörder. Außerdem arbeitet er als Synchronsprecher. Seine Stimme ist auch in einer Reihe von Werbespots im Radio und Fernsehen zu hören. Größere Fernsehrollen in Doppelter Einsatz und Im Namen des Gesetzes folgten, bevor er 1997 mit seinem Vater Henry König in Die Feuerengel als Zugführer Christian Ohmke seine erste Serienhauptrolle spielte. Von 2002 bis 2007 gehörte er zum Hauptcast der ZDF-Serie Die Rettungsflieger und spielte dort den Piloten Hauptmann (später Major) Jens Blank. Ab Januar 2009 stand er für 100 Folgen der ARD-Vorabendserie Eine für alle – Frauen können’s besser als französischer Gastwirt Gaston Dubois vor der Kamera. Von März 2010 bis März 2011 übernahm er in der ARD-Telenovela Rote Rosen die männliche Hauptrolle des Architekten Tim Matthiessen.
1992 spielte Nicolas König auf Initiative des damaligen Intendanten Jürgen Lederer zum ersten Mal in einer Inszenierung der Karl-May-Spiele Bad Segeberg.
Nicolas König war der letzte Lebensgefährte der 1990 verstorbenen Schauspielerin Carolin van Bergen. Er wohnt in der Nähe von Trittau, ist verheiratet und hat drei Kinder.

## Filmografie
- 1987: Der Landarzt
- 1987: Die Schwarzwaldklinik
- 1987: Eigener Herd ist Goldes Wert
- 1988: Großstadtrevier
- 1990: Großstadtrevier
- 1991: Juniper Jungle
- 1992: Die große Freiheit II
- 1993: Oglinda
- 1993: W. P. Anders – Jugendgerichtshelfer
- 1994: Alle lieben Julia
- 1994: Faust
- 1994: Sonntag & Partner
- 1995: Doppelter Einsatz
- 1995: Faust
- 1996: Alles außer Mord
- 1996: Die Gang
- 1996: Freunde fürs Leben
- 1996: Gegen den Wind
- 1996: Im Namen des Gesetzes
- 1996: Adelheid und ihre Mörder
- 1996: Tod im Labor
- 1997: Die Feuerengel
- 1997: St. Angela
- 1997: Adelheid und ihre Mörder
- 1997: Einsatz Hamburg Süd
- 1998: Die Rettungsflieger
- 1998: Großstadtrevier
- 1998: Medicopter 117 – Jedes Leben zählt
- 1998: SK-Babies
- 1998: Der Tod in deinen Augen
- 1998: Geschichten aus dem Leben
- 1998: Zerschmetterte Träume – Eine Liebe in Fesseln
- 1999: Benzin im Blut
- 1999: Balko
- 1999: Ein Mann wie eine Waffe
- 1999: Motorrad-Cops
- 2000: Rosamunde Pilcher – Im Licht des Feuers
- 2000: SK Kölsch
- 2000: Max und Lisa
- 2000: Heimliche Küsse – Verliebt in ein Sex-Symbol
- 2001–2007: Die Rettungsflieger
- 2001: Die Pfefferkörner
- 2001: Großstadtrevier
- 2001: Stubbe – Von Fall zu Fall: Unschuldsengel
- 2001: Baruchs Schatten
- 2003: Geht's noch?
- 2004: German History III – Dokumentation über Auschwitz, 3. Teil: Fabriken des Todes
- 2004: Und ich lieb' dich doch
- 2005: Die Sturmflut
- 2005: Es war ein Mord und ein Dorf schweigt
- 2007: Liebling, wir haben geerbt!
- 2007: Inga Lindström – Der Zauber von Sandbergen
- 2007: R. I. S. – Die Sprache der Toten
- 2008: Stubbe – Von Fall zu Fall – Folge: Auf dünnem Eis
- 2008: Kreuzfahrt ins Glück – Hochzeitsreise nach Sambia
- 2008: Krimi.de
- 2009: Eine für alle – Frauen können’s besser
- 2009: SOKO Stuttgart –  Folge: Santa Maria
- 2010–2011: Rote Rosen
- 2010: Notruf Hafenkante – Folge: Ein Fall für Mattes
- 2013: SOKO Köln – Folge: Florian Walter
- 2014: 5 Satansbraten
- 2014: Notruf Hafenkante – Folge: Spanische Träume
- 2016: Großstadtrevier – Folge: Fauler Zauber
- 2018: In aller Freundschaft – Die jungen Ärzte – Folge: Unentbehrlich
- 2020: Die Rosenheim-Cops – Folge: Ein Mord mit Vorermittlungen
- 2020: Rentnercops – Folge: Wat fott es, es fott
- 2020: Die Bergretter – Folge: Im Gipfelbuch
- 2021: Morden im Norden – Folge: Absturz
- 2021: Inga Lindström – Rosenblüten im Sand
- 2022: SOKO Hamburg – Folge: Tod eines Teppichhändlers

## Theater
- 1973: Woyzeck (Bad Hersfelder Festspiele)
- 1984: Die verzauberten Brüder (Thalia Theater Hamburg)
- 1989: Alles auf Krankenschein (Kleine Komödie Hamburg)
- 1989: Dornröschen (St. Pauli Theater)
- 1991: Charleys Tante (St. Pauli Theater)
- 1992: Old Surehand (Karl-May-Spiele Bad Segeberg)
- 1992: Robin Hood (Matthias-Claudius-Theater Hamburg)
- 1993: Butterbrot (Packhaustheater Bremen)
- 1993: Der Ölprinz (Karl-May-Spiele Bad Segeberg)
- 1994: Butterbrot (Packhaustheater Bremen)
- 1994: Der Schatz im Silbersee (Karl-May-Spiele Bad Segeberg)
- 1996: Winnetou und der Scout (Karl-May-Spiele Bad Segeberg)
- 1999: Halbblut (Karl-May-Spiele Bad Segeberg)
- 2000: Späte Mädchen (Logenhaus, Hamburg)
- 2002: Im Tal des Todes (Karl-May-Spiele Bad Segeberg)
- 2004: Butterbrot (Hamburger Sprechwerk)
- 2004: Kunst (Waldau-Theater Bremen)
- 2005: Butterbrot (Theater Lüneburg)
- 2006: Männerhort (Packhaustheater Bremen)
- 2008: Winnetou und Old Firehand (Karl-May-Spiele Bad Segeberg)
- 2011: Butterbrot (Packhaustheater Bremen)
- 2011: Der Ölprinz (Karl-May-Spiele Bad Segeberg)
- 2012: Winnetou II (Karl-May-Spiele Bad Segeberg)
- 2013: Butterbrot (Hamme Forum Ritterhude)
- 2014: Unter Geiern, der Geist des Llano Estacado (Karl-May-Spiele Bad Segeberg)
- 2015: Im Tal des Todes (Karl-May-Spiele Bad Segeberg)
- 2016: Der Schatz im Silbersee (Karl-May-Spiele Bad Segeberg)
- 2017: Im Schatten des Todes (Störtebeker-Festspiele Ralswiek auf Rügen)
- 2018: Winnetou und das Geheimnis der Felsenburg (Karl-May-Spiele Bad Segeberg)
- 2019: Unter Geiern – Der Sohn des Bärenjägers (Karl-May-Spiele Bad Segeberg)
- 2024: Winnetou II – Ribanna und Old Firehand (Karl-May-Spiele Bad Segeberg)

## Computerspielsynchronisation
- 1997: Lands of Lore: Götterdämmerung als Daniel der Wilde
- 1998: Dark Project: Der Meisterdieb als Hammerit
- 1999: Medal of Honor
- 1999: Gex 3: Deep Cover Gecko als Gex Gecko
- 2002: Command & Conquer: Renegade als Nick „Havoc“ Parker
- 2002: Medal of Honor: Allied Assault Spearhead als Sergeant Jack Barnes
- 2004: Conflict Vietnam als Ragman
- 2005: Act of War: Direct Action als Major Jason Richter
- 2006: Der Pate
- 2006: Call of Duty 3 als Sergeant Mike „Dix“  Dixon
- 2009: Dragon Age: Origins als Behlen Aeducan
- 2015: Fallout 4 als Rhys
- 2019: A Plague Tale: Innocence als Robert und Soldat 2
- 2022: Return to Monkey Island als Fischhändler
- 2023: Resident Evil 4 (2023) als Major Jack Krauser
- 2023: Starfield
- 2023: Alan Wake II als Scratch, Thomas Zane

## Hörspielfigur
- Im Hörspiel Reiterhof Dreililien als Jörn in den Folgen 1 bis +.
- Im Hörspiel Die fünf Freunde Folge 42 (Der Dolch des Piraten) als Erik Porter
- Im Hörspiel Die drei ??? Folge 79 (Im Bann des Voodoo) als William Needle
- Im Hörspiel Die drei ??? Folge 100 (Toteninsel)  als Al
- Im Hörspiel Die drei ??? Folge 134 (Der tote Mönch)  als Avercromby
- Im Hörspiel Die drei ??? Special: „Top Secret“ – Fall 1 Brainwash als Slide Terranova
- Im Hörspiel DiE DR3i Sonderfolge Hotel Luxury End als Stuart
- Im Hörspiel TKKG Folge 50 (Spion auf der Flucht) als Jörg
- Im Hörspiel TKKG Folge 94 (In dunkler Nacht am Marmorgrab) als Heinz Rinsel
- Im Hörspiel TKKG Folge 134 (Wer stoppt die Weihnachts-Gangster) als Oswald von Sulzheim
- Im Hörspiel TKKG Folge 159 (Böses Spiel im Sommercamp) als Axel
- Im Hörspiel Die fünf Freunde Folge 69 (Gefahr für die Felseninsel) als Owen Capshaw
- Im Hörspiel Geisterjäger John Sinclair Folge 81 (Allein in der Drachenhöhle) als Torkan
- Im Hörspiel Geisterjäger John Sinclair Folge 82 (Macht und Mythos) als Torkan
- Im Hörspiel Fünf Freunde Folge 102 (und die goldene Maske des Pharao) als Mr. Mohamadi
- Im Hörspiel Die drei ??? Folge 169 (Die Spur des Spielers) als Bradley
- Im Hörspiel Die drei ??? Folge 212 (Der weiße Leopard) als Zachary